# فران سلاک
فران سلاک (متولد ۱۴ ژوئن 1929) مردی کروات است که به خوش شانسی شهرت دارد و اغلب او را به عنوان بدشانس‌ترین مرد جهان خطاب می‌کنند.

## فرار از مرگ
تجربیات نزدیک به مرگ سلاک در ژانویه ۱۹۶۲ آغاز شد، زمانی که او در یک تنگه سرد و بارانی سوار قطار بود و قطار از ریل خارج شد و در رودخانه سقوط کرد. در حالی که ۱۷ مسافر دیگر غرق شدند، فردی ناشناس سلاک را نجات داد. سلاک دچار شکستگی دست و سرمازدگی شد. سال بعد، هنگام اولین و تنها پروازش با هواپیما، او به دلیل نقص درب هواپیما و بازشدن آن به بیرون پرتاب شده و بر روی انبار کاه افتاد. سقوط هواپیما باعث کشته شدن ۱۹ نفر شد. سه سال پس از آن، در سال ۱۹۶۶، اتوبوسی که وی در آن سوار بود از جاده خارج شد و به داخل رودخانه رفت و چهار مسافر غرق شدند. سلاک با چند بریدگی و کبودی به ساحل شنا کرد.
در سال ۱۹۷۰ اتومبیل وی هنگام رانندگی آتش گرفت و او توانست قبل از منفجر شدن مخزن سوخت از آن خارج شود. سه سال بعد، در یک حادثه رانندگی دیگر، موتور ماشین او به دلیل مشکل پمپ سوخت با روغن داغ پر و باعث شعله‌ور شدن شعله‌های آتش از دریچه‌های هوا شد. در این حادثه موهای سلاک کاملاً سوخت، اما جز این صدمه ای ندید. در سال ۱۹۹۵، او در زاگرب با یک اتوبوس تصادف کرد، اما فقط جراحات جزئی برداشته است. در سال ۱۹۹۶ وی برای جلوگیری از برخورد شدید با کامیون سازمان ملل متحد در پیچ کوه، به سمت گاردریل تغییر مسیر داد؛ با بازشدن درب ماشین به بیرون رانده شد (کمربند ایمنی نداشت) توانست خود را به درختی آویزان نگه دارد و شاهد سقوط ماشین خود به یک تنگه ۹۰ متر (۳۰۰ فوت) شد.

## برد قرعه کشی
در سال ۲۰۰۳، دو روز پس از ۷۳ سالگی، سلاک برنده قرعه کشیآی به ارزش ۹۰۰۰۰۰ یورو (۱٬۱۱۰٬۰۰۰٬۰۰۰ دلار آمریکا) (۷۰۲٬۹۲۰ پوند) شد. با این برد، او برای پنجمین بار نیز ازدواج کرد. او با این پول دو خانه و یک قایق خرید. در سال ۲۰۱۰ پس از تصمیم به داشتن یک سبک زندگی صرفه جویانه تصمیم گرفت بیشتر پول باقیمانده را به اقوام و دوستانش بدهد.